# Чисва
Чисва (Чаева) — река в России, протекает по Республике Коми. Устье реки находится в 227 км по правому берегу реки Вымь. Длина реки составляет 81 км.

## Притоки
- 0,3 км: Немын (пр)
- 12 км: Седью (лв)
- 27 км: Мичаю (пр)
- 51 км: река без названия (пр)
- 57 км: Малая Чисва (пр)
- 74 км: река без названия (лв)

## Данные водного реестра
По данным государственного водного реестра России относится к Двинско-Печорскому бассейновому округу, водохозяйственный участок реки — Вычегда от города Сыктывкар и до устья, речной подбассейн реки — Вычегда. Речной бассейн реки — Северная Двина.
Код объекта в государственном водном реестре — 03020200212103000021234.